# Spiniphora maculata
Spiniphora maculata är en tvåvingeart som först beskrevs av Johann Wilhelm Meigen 1830.  Spiniphora maculata ingår i släktet Spiniphora och familjen puckelflugor. Arten är reproducerande i Sverige. Inga underarter finns listade i Catalogue of Life.